# تعليم ماكميلان
تعليم ماكميلان هو ناشر مواد تدريس اللغة الانجليزية والمناهج المدرسية. حيث تقع مقر الشركة في لندن ، المملكة المتحدة ، ويعمل في أكثر من 40 بلدا في جميع أنحاء العالم.

## تاريخه
غرمة شركة ماكميلان للنشرالمحدودة 11.3مليون جنيه إسترليني من قبل المحكمة العليا في لندن في عام 2011، فيما يتعلق بالمكاسب من خلال الفساد من قبل Macmillan Education في شرق وغرب أفريقيا بين عامي 2002 و 2009. وبالتالي توقف Macmillan Education عن العمل في شرق وغرب أفريقيا. وفي ديسمبر 2011 قد غيرت أسماء بيدفورد، وفريمان، ومجموعة وورث للنشر، ومجموعة ماكميلان للتعليم العالي إلى Macmillan Higher Education (ماكميلان للتعليم العالي) مع الاحتفاظ باسم بيدفورد، فريمان، ورث لوحدتها التعليمية 12 - k 
حتى عام 2015 ، عندما تم دمجها في Springer Nature ، كانت Macmillan Education قسمًا من Macmillan Publishers Ltd (ماكميلان النشر المحدودة) ، وهي شركة فرعية مملوكة بالكامل لمجموعة هولتسبرينك للنشر Holtzbrinck Publishing Group .

## روابط خارجية
- الموقع الرسمي